# 泰扎格蘭德山

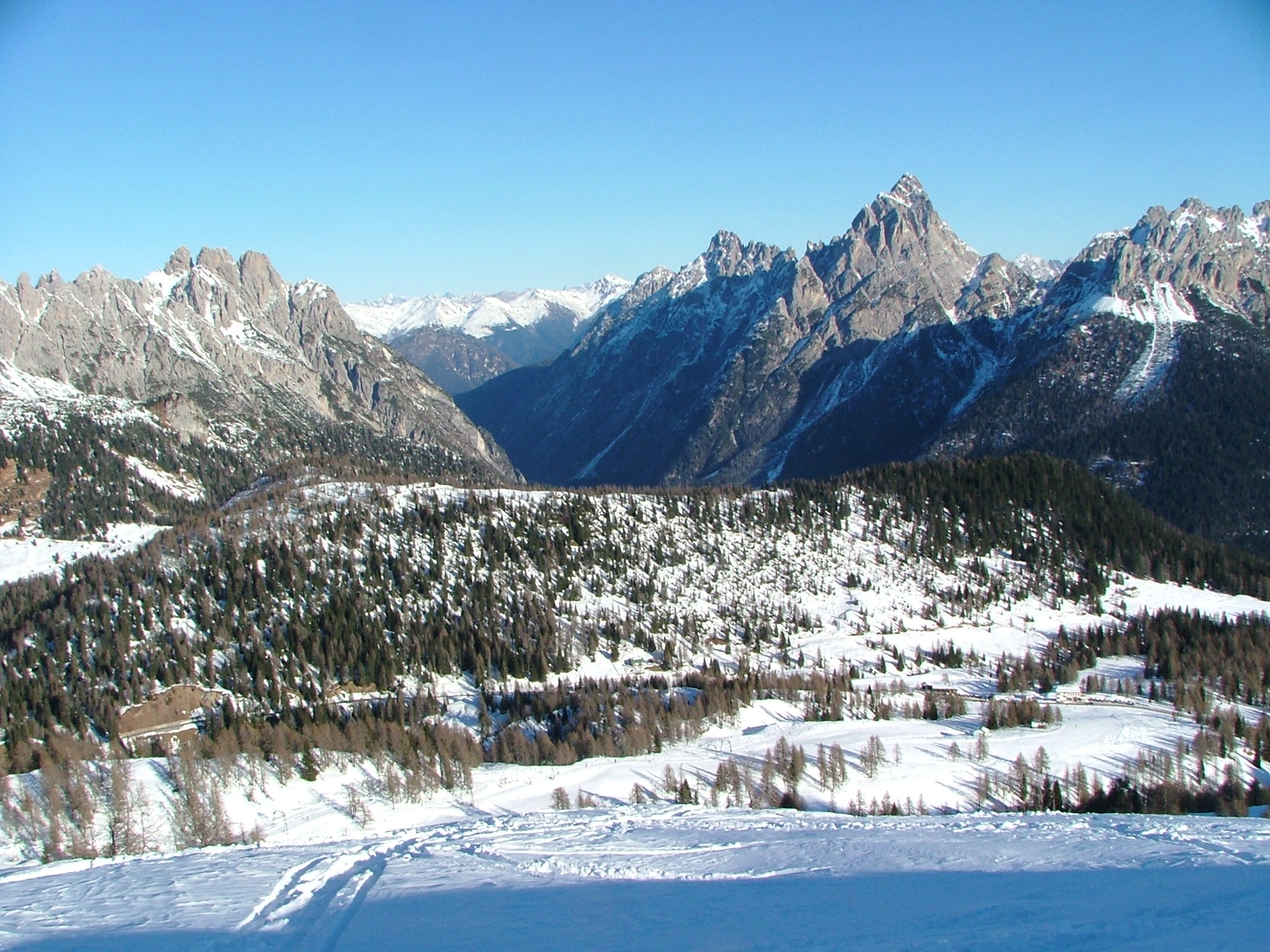

46°32′N 12°37′E / 46.533°N 12.617°E
泰扎格蘭德山（義大利語：Monte Terza Grande），是意大利的山峰，位於該國東北部，由威尼托大區負責管轄，屬於卡爾尼克阿爾卑斯山脈的一部分，海拔高度2,586米，每年平均降雨量2,030毫米，人類在1820年首次登頂。